# Stupida (EP)
Stupida è il primo EP della cantante italiana Alessandra Amoroso, pubblicato il 10 aprile 2009 dalla Columbia Records e distribuito da Sony Music.

## Descrizione
Pubblicato poco dopo la finale dell'ottava edizione del talent show Amici di Maria De Filippi, da lei vinta, l'EP è stato prodotto da Mario Lavezzi e curato negli arrangiamenti da Simone Papi (Stupida, Splendida follia, Da qui), Nicolò Fragile e Daniele Coro (Immobile), Giuseppe Vessicchio (Stella incantevole), Roberto Casalino e Mario Zannini Quirini (X ora, x un po').
Il lavoro, composto da 7 tracce, vede come autori principalmente Federica Camba e il sopracitato Coro, autori e compositori di quattro brani (Stupida, Immobile, Stella incantevole, È ora di te). Troviamo inoltre Jerico (Splendida follia e Da qui) e Roberto Casalino (X ora, x un po').
Le tracce, Immobile e Stella incantevole erano state già inserite nella compilation, legata alla trasmissione, Scialla, mentre il brano È ora di te è la versione italiana di Find a Way, quest'ultima presente anch'essa nella compilation. Immobile primo singolo estratto il 16 gennaio 2009, è stato il brano che ha permesso alla cantante di raggiungere la vetta nelle classifiche musicali italiane. L'ep successivamente è stato trainato dal secondo singolo, Stupida, pubblicato il 27 marzo 2009 e presentato durante il serale di Amici.
Le tracce Stupida, Splendida follia, È ora di te, Da qui e X ora, x un po' sono quindi gli inediti dell'album.

## Tracce
1. Stupida – 3:36 (Federica Camba, Daniele Coro, Diego Calvetti)
2. Splendida follia – 3:45 (testo: Federica Camba, Daniele Coro, Diego Calvetti, Emiliano Cecere – musica: Federica Camba, Daniele Coro, Diego Calvetti)
3. Immobile – 3:21 (Federica Camba e Daniele Coro)
4. È ora di te – 3:39 (Federica Camba, Daniele Coro)
5. Stella incantevole – 3:51 (testo: Federica Camba, Daniele Coro, Diego Calvetti – musica: Federica Camba, Sergio Vinci)
6. Da qui – 3:22 (testo: Federica Camba, Daniele Coro, Diego Calvetti, Emiliano Cecere – musica: Federica Camba, Diego Calvetti, Emiliano Cecere, Mauro Rosati)
7. X ora, x un po' – 3:40 (Roberto Casalino)

## Formazione
- Alessandra Amoroso – voce
- Daniele Coro – chitarra
- Cesare Chiodo – basso
- Lele Melotti – batteria
- Diego Corradin – batteria
- Alfredo Paixão – basso
- Simone Papi – pianoforte, tastiera, organo Hammond
- Mario Zannini Quirini – pianoforte, tastiera
- Giorgio Secco – chitarra acustica, chitarra elettrica
- Giorgio Meletti – chitarra
- Piero Eugenio – batteria
- Emiliano Licata – basso
- Gennaro Della Monica – violoncello
- Nicola Ciricugno – viola
- Luisiana Lorusso – violino
- Alessandro Tomei – fischio
- Fabrizio Palma – cori

## Successo commerciale
L'album ha ottenuto un ottimo successo commerciale, dapprima superando le 35 000 copie vendute con il preordine; Alessandra Amoroso si è aggiudicata così il suo primo disco d'oro. Il 23 aprile 2009 l'EP viene certificato disco di platino dalla FIMI per le oltre 70 000 copie vendute, premio che verrà consegnato il 25 aprile in occasione della partecipazione della cantante al programma televisivo Ti lascio una canzone. Il 23 maggio 2009 l'EP supera le 140 000 copie vendute e si aggiudica il secondo disco di platino, che le è stato consegnato il 6 giugno da Maria De Filippi. Successivamente l'EP raggiunge le 180 000 copie.
Stupida risulta essere il 10º album più venduto in Italia nel 2009 secondo la classifica di fine anno stilata sempre dalla FIMI. A settembre 2010 la FIMI pubblica la classifica degli album più venduti a partire dal 1º gennaio 2009 fino alla fine di agosto 2010: Stupida risulta essere l'8º album più venduto e l'87° del 2010.

## Classifiche

### Classifiche settimanali
| Classifica (2009) | Posizione massima |
| ----------------- | ----------------- |
| Italia            | 1                 |

### Classifiche di fine anno
| Classifica (2009) | Posizione |
| ----------------- | --------- |
| Italia            | 10        |
| Classifica (2010) | Posizione |
| Italia            | 87        |